# Finales WNBA 2022
Navigation
Finales 2021 Finales 2023
Les finales WNBA 2022, officiellement "WNBA finals'22 presented by YouTube TV", est la confrontation entre les meilleure deux meilleur équipe de la saison 2022 de la Women's National Basketball Association (WNBA). La finale oppose les Aces de Las Vegas, première tête de série face au Sun du Connecticut, troisième tête de série. Les Aces ont battu le Sun en 4 matchs, remportant leur premier championnat WNBA. C'était la troisième fois que Las Vegas participait à la finale et la deuxième fois depuis son déménagement à Las Vegas. Elles ont déjà participé aux finales en 2008 et 2020. C'était la quatrième fois que le Connecticut participait à la finale. Elles ont déjà participé en 2004, 2005 et 2019.
Les Aces ont remporté la finale trois matchs contre un pour remporter leur premier championnat de l'histoire de la franchise. L'entraîneur des Aces Becky Hammon est devenu la première entraineur rookie à remporter le titre WNBA. Lors de la finale inaugurale de la WNBA, Van Chancellor était un rookie de la WNBA, mais avait été entraîneur à l'université pendant dix-neuf ans avant de remporter le titre WNBA. Alyssa Thomas est la première joueuse a inscrire un triple-double en finale WNBA, dans le troisième match. Elle a enregistré le deuxième dans l'histoire de Finales dans le match quatre.

## Lieux des Finales
Les deux salles pour ces finales sont : la Michelob Ultra Arena de Las Vegas et la Mohegan Sun Arena de Uncasville.
| Aces de Las Vegas    | \| Las Vegas Uncasville \| | Sun du connecticut |
| Michelob Ultra Arena | \| Las Vegas Uncasville \| | Mohegan Sun Arena  |
| Capacité: 12 000     | \| Las Vegas Uncasville \| | Capacité: 9 518    |
| Michelob Ultra Arena | \| Las Vegas Uncasville \| | Mohegan Sun Arena  |
| Las Vegas Uncasville |                            |                    |

## Résumé de la saison

### Parcours comparés vers les finales WNBA
| Classement | Classement                | Classement | Classement | Classement | Classement | Classement | Classement |
| No         | Franchise                 | Vic.       | Def.       | MJ         | V/D        | GB         |            |
| ---------- | ------------------------- | ---------- | ---------- | ---------- | ---------- | ---------- | ---------- |
| 1          | x - Aces de Las Vegas     | 26         | 10         | 36         | .722       | -          |            |
| 2          | x - Sky de Chicago        | 26         | 10         | 36         | .722       | -          |            |
| 3          | x - Sun du Connecticut    | 25         | 11         | 36         | .694       | 1          |            |
| 4          | x - Storm de Seattle      | 22         | 14         | 36         | .611       | 4          |            |
| 5          | x - Mystics de Washington | 22         | 14         | 36         | .611       | 4          |            |
| 6          | x - Wings de Dallas       | 18         | 18         | 36         | .500       | 8          |            |
| 7          | x - Liberty de New York   | 16         | 20         | 36         | .444       | 10         |            |
| 8          | x - Mercury de Phoenix    | 15         | 21         | 36         | .417       | 11         |            |
|            |                           |            |            |            |            |            |            |
| 9          | o - Lynx du Minnesota     | 14         | 22         | 36         | .389       | 12         |            |
| 10         | o - Dream d'Atlanta       | 14         | 22         | 36         | .389       | 12         |            |
| 11         | o - Sparks de Los Angeles | 13         | 23         | 36         | .361       | 13         |            |
| 12         | o - Fever de l'Indiana    | 5          | 31         | 36         | .139       | 21         |            |

| Classement | Classement                | Classement | Classement | Classement | Classement | Classement | Classement |
| No         | Franchise                 | Vic.       | Def.       | MJ         | V/D        | GB         |            |
| ---------- | ------------------------- | ---------- | ---------- | ---------- | ---------- | ---------- | ---------- |
| 1          | x - Aces de Las Vegas     | 26         | 10         | 36         | .722       | -          |            |
| 2          | x - Sky de Chicago        | 26         | 10         | 36         | .722       | -          |            |
| 3          | x - Sun du Connecticut    | 25         | 11         | 36         | .694       | 1          |            |
| 4          | x - Storm de Seattle      | 22         | 14         | 36         | .611       | 4          |            |
| 5          | x - Mystics de Washington | 22         | 14         | 36         | .611       | 4          |            |
| 6          | x - Wings de Dallas       | 18         | 18         | 36         | .500       | 8          |            |
| 7          | x - Liberty de New York   | 16         | 20         | 36         | .444       | 10         |            |
| 8          | x - Mercury de Phoenix    | 15         | 21         | 36         | .417       | 11         |            |
|            |                           |            |            |            |            |            |            |
| 9          | o - Lynx du Minnesota     | 14         | 22         | 36         | .389       | 12         |            |
| 10         | o - Dream d'Atlanta       | 14         | 22         | 36         | .389       | 12         |            |
| 11         | o - Sparks de Los Angeles | 13         | 23         | 36         | .361       | 13         |            |
| 12         | o - Fever de l'Indiana    | 5          | 31         | 36         | .139       | 21         |            |

### Confrontations en saison régulière
| 31 mai 2022 | Rapport | Sun du Connecticut 81, Aces de Las Vegas 89 | Sun du Connecticut 81, Aces de Las Vegas 89 | Sun du Connecticut 81, Aces de Las Vegas 89 |  | Michelob Ultra Arena |

| 2 juin 2022 | Rapport | Sun du Connecticut 97, Aces de Las Vegas 90 | Sun du Connecticut 97, Aces de Las Vegas 90 | Sun du Connecticut 97, Aces de Las Vegas 90 |  | Michelob Ultra Arena |

| 17 juillet 2022 | Rapport | Aces de Las Vegas 91, Sun du Connecticut 83 | Aces de Las Vegas 91, Sun du Connecticut 83 | Aces de Las Vegas 91, Sun du Connecticut 83 |  | Mohegan Sun Arena |

## Matchs des Finales
Match 1
Las Vegas a accueilli le premier match et le Aces ont utilisé le terrain à domicile à leur avantage au premier quart pour gagner 25-17. Cependant, le Sun est revenu et a dominé le deuxième quart-temps, gagnant 21-9. Le Sun est entré à la mi-temps avec une avance de quatre points. Les Aces ont remporter le troisième quart 21-15, et détenaient une avance de deux points avant le dernier quart. Dans le quatrième quart-temps, Las Vegas s'est imposé 12-11 et a remporté le premier match par trois points. Les Aces ont une joueuse qui a inscrit un double-double, A'ja Wilson avec vingt-quatre points et onze rebonds. Deux joueuses avec plus de dix points, Chelsea Gray avec vingt et un points et Jackie Young avec onze points. Le Sun a quatre joueuses qui ont marqué plus de dix points, Alyssa Thomas. Thomas a réussi son sixième double-double des playoffs avec dix-neuf points et onze rebonds. Jonquel Jones avec quinze points, Brionna Jones avec douze points et Natisha Hiedeman avec dix points.
| 11 septembre 2022 15h00 EDT | Rapport | #1 Aces de Las Vegas 67, #3 Sun du Connecticut 64  | #1 Aces de Las Vegas 67, #3 Sun du Connecticut 64 | #1 Aces de Las Vegas 67, #3 Sun du Connecticut 64       |  | Michelob Ultra Arena Affluence : 10,135 Arbitres : Eric Brewton, Tiara Cruse, Dannica Mosher, Randy Richardson | ABC, TSN5 |
| 11 septembre 2022 15h00 EDT | Rapport | Score par quart-temps : 25–17, 9–21, 21–15, 12–11  |                                                   |                                                         |  | Michelob Ultra Arena Affluence : 10,135 Arbitres : Eric Brewton, Tiara Cruse, Dannica Mosher, Randy Richardson | ABC, TSN5 |
| 11 septembre 2022 15h00 EDT | Rapport | Score par mi-temps : 34-38, 33-26                  |                                                   |                                                         |  | Michelob Ultra Arena Affluence : 10,135 Arbitres : Eric Brewton, Tiara Cruse, Dannica Mosher, Randy Richardson | ABC, TSN5 |
| 11 septembre 2022 15h00 EDT | Rapport | A'ja Wilson (24) A'ja Wilson (11) Chelsea Gray (3) | Points Rebonds Passes d.                          | Alyssa Thomas (19) Alyssa Thomas (11) Deux joueuses (5) |  | Michelob Ultra Arena Affluence : 10,135 Arbitres : Eric Brewton, Tiara Cruse, Dannica Mosher, Randy Richardson | ABC, TSN5 |
| 11 septembre 2022 15h00 EDT | Rapport | Las Vegas méne la série 1 à 0                      |                                                   |                                                         |  | Michelob Ultra Arena Affluence : 10,135 Arbitres : Eric Brewton, Tiara Cruse, Dannica Mosher, Randy Richardson | ABC, TSN5 |

Match 2
Les Aces ont continué leur chemin gagnant 23-15 dans le premier quart-temps du match 2. Le Sun s'est stabilisé dans le deuxième quart-temps et a terminé à égalité 22-22 avec les Aces. Cela a permis aux Aces de prendre une avance de huit points à la mi-temps. Les Aces ont remporter le troisième quart-temps 23-17, étandant leur avance à quatorze points. Le quatrième quart-temps s'est terminé à égalité à 17-17 et les Aces ont remporté le match 2. Les Aces ont pris une avance de deux victoires à zéro dans la série. Le déficit de 0-2 n'augure rien de bon pour le Sun car aucune équipe qui a perdu les deux premiers matchs d'une série éliminatoire de la WNBA n'a remporter la série.
Les Aces ont trois joueuses qui ont marqué plus de dix points et tout ont marqué vingt points ou plus. Ils étaient menés par A'ja Wilson qui a marqué vingt-six points et obtenu dix rebonds pour enregistrer son deuxième double-double de la finale. Chelsea Gray a ajouté vingt et un points et Kelsey Plum avec vingt points. Le Sun avait quatre joueurs avec plus de dix points et était dirigé par Courtney Williams qui a marqué dix-huit points. Jonquel Jones a enregistré un double-double avec seize points et onze rebonds. Alyssa Thomas a marqué treize points et Brionna Jones en a marqué douze en sortie de banc.
| 13 septembre 2022 21h00 EDT | Rapport | #1 Aces de Las Vegas 85, #3 Sun du Connecticut 71  | #1 Aces de Las Vegas 85, #3 Sun du Connecticut 71 | #1 Aces de Las Vegas 85, #3 Sun du Connecticut 71               |  | Michelob Ultra Arena Affluence : 10,211 Arbitres : Roy Gulbeyan, Tim Greene, Cheryl Flores, Dannica Mosher | ESPN, TSN1/4 |
| 13 septembre 2022 21h00 EDT | Rapport | Score par quart-temps : 23–15, 22–22, 23–17, 17–17 |                                                   |                                                                 |  | Michelob Ultra Arena Affluence : 10,211 Arbitres : Roy Gulbeyan, Tim Greene, Cheryl Flores, Dannica Mosher | ESPN, TSN1/4 |
| 13 septembre 2022 21h00 EDT | Rapport | Score par mi-temps : 45-37, 40-34                  |                                                   |                                                                 |  | Michelob Ultra Arena Affluence : 10,211 Arbitres : Roy Gulbeyan, Tim Greene, Cheryl Flores, Dannica Mosher | ESPN, TSN1/4 |
| 13 septembre 2022 21h00 EDT | Rapport | A'ja Wilson (26) A'ja Wilson (10) Chelsea Gray (8) | Points Rebonds Passes d.                          | Courtney Williams (18) Jonquel Jones (11) Courtney Williams (5) |  | Michelob Ultra Arena Affluence : 10,211 Arbitres : Roy Gulbeyan, Tim Greene, Cheryl Flores, Dannica Mosher | ESPN, TSN1/4 |
| 13 septembre 2022 21h00 EDT | Rapport | Las Vegas méne la série 2 à 0                      |                                                   |                                                                 |  | Michelob Ultra Arena Affluence : 10,211 Arbitres : Roy Gulbeyan, Tim Greene, Cheryl Flores, Dannica Mosher | ESPN, TSN1/4 |

Match 3
Le Sun a bien commencé le troisième match sur son terrain, à la fin du premier quart-temps il mené 34-19. Las Vegas a fait un léger retour et a remporté le deuxième quart-temps 23-19, laissant le Connecticut devant de onze point à la mi-temps. Las Vegas a remporté le troisième quart 27-24 pour réduire l'avance à huit points. Cependant, le Connecticut a dominé le quatrième quart-temps 28-7 et a remporté le troisième match par vingt-neuf points. Le Sun avait six joueuses qui ont marqué plus de dix points, Alyssa Thomas en triple-double avec seize points, quinze rebonds et onze passes décisives. C'était le troisième triple-double de Thomas de la saison et le premier triple-double marqué en finale de la WNBA. Jonquel Jones avec vingt points, DeWanna Bonner avec dix-huit points, Natisha Hiedeman avec quatorze, DiJonai Carrington avec douze points en sortie de banc et Courtney Williams avec onze points. Les Aces ont quatre joueuses avec plus de dix points Jackie Young avec vingt-deux points, A'ja Wilson avec dix-neuf points, Kelsey Plum avec dix-sept et Chelsea Gray avec onze points.
| 15 septembre 2022 21h00 EDT | Rapport | #3 Sun du Connecticut 105, #1 Aces de Las Vegas 76       | #3 Sun du Connecticut 105, #1 Aces de Las Vegas 76 | #3 Sun du Connecticut 105, #1 Aces de Las Vegas 76  |  | Mohegan Sun Arena Affluence : 8,745 Arbitres : Amy Bonner, Maj Forsberg, Isaac Barnett | ESPN, SN360 |
| 15 septembre 2022 21h00 EDT | Rapport | Score par quart-temps : 34–19, 19–23, 24–27, 28–7        |                                                    |                                                     |  | Mohegan Sun Arena Affluence : 8,745 Arbitres : Amy Bonner, Maj Forsberg, Isaac Barnett | ESPN, SN360 |
| 15 septembre 2022 21h00 EDT | Rapport | Score par mi-temps : 53-42, 52-34                        |                                                    |                                                     |  | Mohegan Sun Arena Affluence : 8,745 Arbitres : Amy Bonner, Maj Forsberg, Isaac Barnett | ESPN, SN360 |
| 15 septembre 2022 21h00 EDT | Rapport | Jonquel Jones (20) Alyssa Thomas (15) Alyssa Thomas (11) | Points Rebonds Passes d.                           | Jackie Young (22) Kiah Stokes (7) Chelsea Gray (11) |  | Mohegan Sun Arena Affluence : 8,745 Arbitres : Amy Bonner, Maj Forsberg, Isaac Barnett | ESPN, SN360 |
| 15 septembre 2022 21h00 EDT | Rapport | Las Vegas méne la série 2 à 1                            |                                                    |                                                     |  | Mohegan Sun Arena Affluence : 8,745 Arbitres : Amy Bonner, Maj Forsberg, Isaac Barnett | ESPN, SN360 |

Match 4
Le quatrième match a commencé avec Las Vegas menant d'un léger avantage en remportant le premier quart-temps 16-12. Le deuxième quart-temps a également été un quart avec un faible score avec le Sun en tête 16-14. Las Vegas a pris une avance de deux points à la mi-temps et a légèrement augmenté au troisième quart, le remportant 23-21. Le match a été aller-retour dans le quatrième quart-temps, le Sun menant de peu avec que deux minutes à jouer dans le match. Cependant, les Aces ont remporté le quatrième quart-temps 25-22 pour remporter le match par six points. Ils ont gagner la série trois matches contre un.
Les Aces avait cinq joueuses qui ont marquer plus de dix points et la meilleure marqueuse est Chelsea Gray avec vingt points. Riquna Williams a marqué dix-sept points, Kelsey Plum en a marqué quinze, Jackie Young treize points et A'ja Wilson a marqué onze points. Wilson a également capté quatorze rebonds pour enregistrer son troisième double-double de la finale. Le Sun a également fait marqué cinq joueuses à plus de dix points, menés par Courtney Williams qui a marque dix-sept points, Jonquel Jones avec treize points, DeWanna Bonner avec douze points et Brionna Jones et Alyssa Thomas tous deux ont marqué onze points. Thomas a enregistré un triple-double avec dix rebonds et onze passe décisive. Il s'agissait du deuxième triple-double de l'histoire des finales de la WNBA, après celui de Thomas lors du troisième match.
| 18 septembre 2022 16h00 EDT | Rapport | #3 Sun du Connecticut 71, #1 Aces de Las Vegas 78            | #3 Sun du Connecticut 71, #1 Aces de Las Vegas 78 | #3 Sun du Connecticut 71, #1 Aces de Las Vegas 78   |  | Mohegan Sun Arena Affluence : 9,652 Arbitres : Eric Brewton, Tim Greene, Tiara Cruse | ESPN, SN1 |
| 18 septembre 2022 16h00 EDT | Rapport | Score par quart-temps : 12–16, 16–14, 21–23, 22–25           |                                                   |                                                     |  | Mohegan Sun Arena Affluence : 9,652 Arbitres : Eric Brewton, Tim Greene, Tiara Cruse | ESPN, SN1 |
| 18 septembre 2022 16h00 EDT | Rapport | Score par mi-temps : 28-30, 43-48                            |                                                   |                                                     |  | Mohegan Sun Arena Affluence : 9,652 Arbitres : Eric Brewton, Tim Greene, Tiara Cruse | ESPN, SN1 |
| 18 septembre 2022 16h00 EDT | Rapport | Courtney Williams (17) Alyssa Thomas (10) Alyssa Thomas (11) | Points Rebonds Passes d.                          | Chelsea Gray (20) A'ja Wilson (14) Jackie Young (8) |  | Mohegan Sun Arena Affluence : 9,652 Arbitres : Eric Brewton, Tim Greene, Tiara Cruse | ESPN, SN1 |
| 18 septembre 2022 16h00 EDT | Rapport | Las Vegas remporte le titre 3 à 1                            |                                                   |                                                     |  | Mohegan Sun Arena Affluence : 9,652 Arbitres : Eric Brewton, Tim Greene, Tiara Cruse | ESPN, SN1 |

## Équipes et Statistiques

### Aces de Las Vegas
Effectif
Statistiques

### Sun du Connecticut
Effectif
Statistiques

## Récompense
- MVP des Finales WNBA :  Chelsea Gray (Aces de Las Vegas)[9]

## Pour approfondir